# Bernolsheim
Bernolsheim ist eine französische Gemeinde mit 610 Einwohnern (Stand 1. Januar 2021) im Département Bas-Rhin in der Europäischen Gebietskörperschaft Elsass und in der Region Grand Est. Am 1. Januar 2015 wechselte Bernolsheim vom Arrondissement Strasbourg-Campagne zum Arrondissement Haguenau-Wissembourg.

## Geografie
Bernolsheim liegt inmitten von landwirtschaftlichen Nutzflächen zehn Kilometer südwestlich von Haguenau und 20 Kilometer nördlich von Straßburg. Die Gemeinde grenzt im Norden an Wahlenheim und ist umgeben von den Gemeinden Rottelsheim im Osten, Brumath im Südosten und Krautwiller im Süden. Bernolsheim gehört zu den Gemeinden der Zone naturelle sensible („sensiblen Naturzone“) des Zorntals.

## Geschichte
Als Heim-Ort ist auch Bernolsheim eine fränkische Siedlung. Unter den Gütern des Klosters Fulda erscheint „Beroldashaim“ erstmals 797 (CDF 148). Ein Eintrag im Güterverzeichnis des Klosters Lorsch von 815 kann auch auf Berolzheim oder Berstheim bezogen werden (CL II 2619). 921 soll der Ort „Berneshaim“ genannt worden sein (Alemann. Wikipedia, auch bei www.koeblergerhard.de, ohne Quellenangaben). Eine weitere sichere urkundliche Erwähnung findet sich in einer Schenkung Kaiser  Ottos I. von 953 für das Kloster Lorsch (Regesta Imperii II 232). Im Hochmittelalter wurde aus Bernolsheim ein Reichsdorf. Von 1871 bis 1918 gehörte es zum Deutschen Reich.

## Bevölkerungsentwicklung
| Jahr      | 1962 | 1968 | 1975 | 1982 | 1990 | 1999 | 2006 | 2013 |
| Einwohner | 253  | 272  | 298  | 338  | 436  | 510  | 548  | 615  |

## Kultur und Sehenswürdigkeiten
Bernolsheim ist mit zwei Blumen im Conseil national des villes et villages fleuris (Nationalrat der beblümten Städte und Dörfer) vertreten.
Die Existenz einer Kirche in Bernolsheim ist seit 1351 belegt. Die heutige Kirche Saint-Pancrace, Saint-Sébastien wurde jedoch 1762 erbaut. Der neobarocke Kirchturm wurde 1906 hinzugefügt. Die Kirchenorgel wurde 1921 von dem Orgelbauer Joseph Rinckenbach in das Gehäuse einer Orgel von 1786 eingebaut. Mehrere Objekte in der Kirche wurden 1991 als Monument historique („historisches Denkmal“) klassifiziert, darunter mehrere Statuen: die Johannes Nepomuk (oder Karl Borromäus), Josef von Nazaret mit Jesus, Francisco de Xavier und Ignatius von Loyola darstellen. Ein Relief zum Thema Ecce homo aus dem 17. Jahrhundert wurde ebenfalls als Monument historique eingestuft.
Es gibt außerdem eine kleine Kapelle, die 1876 gebaut und 1913 restauriert wurde.

## Verkehrsanbindung
Im Süden der Gemeinde kreuzt die Autoroute A4 von Straßburg nach Metz die Départementsstraße D1340 nach Haguenau. Der nächstgelegene Bahnhof liegt im knapp drei Kilometern entfernten Brumath. Der Flughafen von Straßburg ist knapp 25 Kilometer von Bernolsheim entfernt.